# Theodore Theodoridis
Theodore Theodoridis (ur. 1 sierpnia 1965 w Atenach) – grecki działacz piłkarski.

## Biografia

### Początki kariery
Theodore Theodoridis karierę działacza piłkarskiego rozpoczął w EPO (Grecki Związek Piłki Nożnej), w którym do grudnia 2007 roku był szefem stosunków międzynarodowych. Odegrał kluczową rolę w rozwoju piłki nożnej w Grecji (m.in.: triumf reprezentacji Grecji na mistrzostwach Europy 2004 w Portugalii.

### Praca w UEFA
W latach 1998–2000 pracował w Komisji Rozgrywek Klubowych UEFA, a w latach 2007–2009 był wiceprzewodniczącym tej komisji. Był także w latach 2000–2004 członkiem Komisji Stadionu i Bezpieczeństwa UEFA, a w latach 2004–2007 jej przewodniczącym. W styczniu 2008 roku został dyrektorem Wydziału Krajowych Federacji, w którym odpowiadał za wsparcie 55 federacji piłkarskich będącymi członkami UEFA pod względem sportowym, strategicznym i finansowym, a wcześniej w latach 1998–2000 pracował w Komisji Rozgrywek Klubowych UEFA, a w latach 2007–2009 był wiceprzewodniczącym tej komisji. Był także w latach 2000–2004 członkiem Komisji Stadionu i Bezpieczeństwa UEFA, a w latach 2004–2007 jej przewodniczącym.
W październiku 2010 roku został zastępcą sekretarza generalnego UEFA – Gianniego Infantino. 4 marca 2016 roku po wyborze 26 lutego 2016 roku Gianniego Infantino na stanowisko prezydenta FIFA został tymczasowym sekretarzem generalnym, a po zaprzysiężeniu Aleksandra Čeferina na prezydenta UEFA został zaprzysiężony na to stanowisko.

## Życie prywatne
Theodore Theodoridis jest żonaty, ma dwójkę dzieci. Ojciec Theodoridisa – Savvas, wiceprezes Olympiakosu Pireus był zamieszany w skandal związany z ustawianiem meczów we współpracy z EPO (Grecki Związek Piłki Nożnej).